# Эстердалэльвен
Э́стерда́лэльвен (швед. Österdalälven) — река в центральной Швеции, одна из составляющих Далэльвен — третьей по длине реки Швеции. Длина Эстердалэльвен — 300 км.
Образуется при слиянии рек Сторан и Сёрэльвен. Течёт в юго-восточном направлении по территории муниципалитетов Эльвдален, Мора, Лександ и Гагнеф. Сливаясь с рекой Вестердалэльвен, образует Далэльвен.
С начала 1600-х годов, после того, как был введён запрет на вырубку лесов рядом с Фалунским рудником, и до 1960 года, когда началось перекрытие реки плотинами ГЭС, река использовалась для организованного лесосплава.
Генетический анализ обитающей в реке и её притоках форели показал, что популяция делится на две группы естественным барьером в Сторане.